# 1938 na literatura

## Eventos
- Manuel Teixeira Gomes, escritor e político português, publica Mana Adelaide e Carnaval Literário.

## Nascimentos

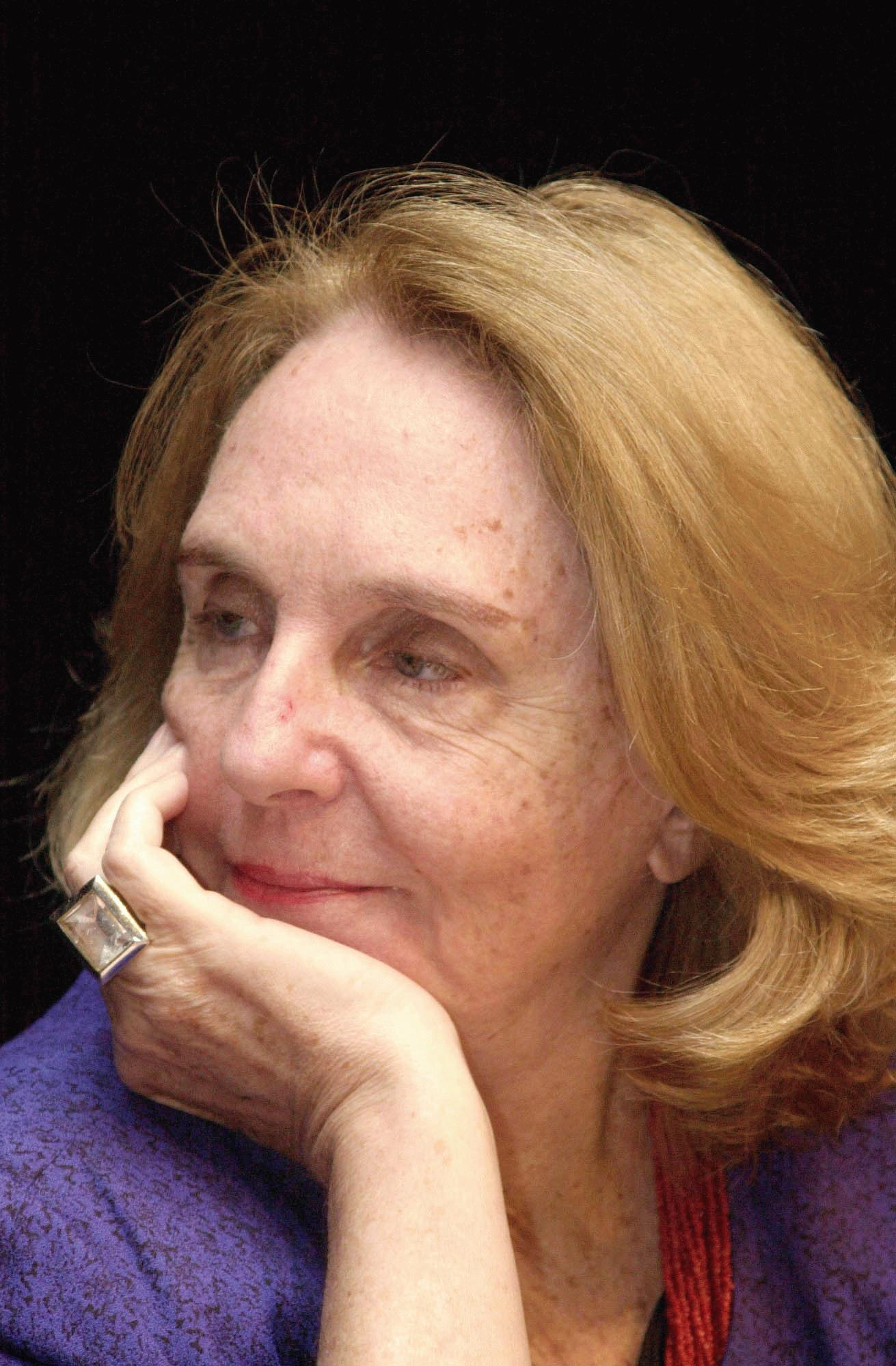
Lya Luft

| Data            | Nome                     | Profissão                                                                 | Nacionalidade | Observações | Ref |
| --------------- | ------------------------ | ------------------------------------------------------------------------- | ------------- | ----------- | --- |
| 20 de fevereiro | Zélio Alves Pinto        | pintor, jornalista, artista gráfico, escritor, caricaturista e ilustrador | Brasil        |             |     |
| 10 de março     | Dórdio Guimarães         | poeta, cineasta, ficcionista e jornalista                                 | Portugal      | m. 1997     |     |
| 15 de agosto    | Fiama Hasse Pais Brandão | escritora, poetisa, dramaturga, ensaísta e tradutora                      | Portugal      | m. 2007     |     |
| 1 de setembro   | Per Kirkeby              | pintor, poeta, cineasta e escultor                                        | Dinamarca     |             |     |
| 15 de setembro  | Lya Luft                 | escritora                                                                 | Brasil        |             |     |
| 12 de outubro   | Anne Perry               | escritora                                                                 | Inglaterra    |             |     |
| ?               | Nelson Padrella          | pintor, desenhista e escritor                                             | Brasil        |             |     |
| ?               | Francisco Alvim          | poeta                                                                     | Brasil        |             |     |

## Mortes
| Data           | Nome                    | Profissão                                          | Nacionalidade     | Observações | Ref |
| -------------- | ----------------------- | -------------------------------------------------- | ----------------- | ----------- | --- |
| 1 de março     | Gabriele d'Annunzio     | poeta                                              | Itália            | n. 1863     |     |
| 7 de maio      | Octavian Goga           | poeta, dramaturgo, jornalista, tradutor e político | Roménia           | n. 1881     |     |
| 29 de maio     | Alfonsina Storni        | poetisa e escritora                                | Suíça / Argentina | n. 1892     |     |
| 7 de agosto    | Constantin Stanislavski | diretor, ator e crítico teatral                    | União Soviética   | n. 1863     |     |
| 24 de dezembro | Amália Luazes           | pedagoga e escritora                               | Portugal          | n. 1865     |     |

## Prémios literários
- Nobel de Literatura - Pearl S. Buck.